# 札幌市立西岡北中学校
札幌市立西岡北中学校（さっぽろしりつ にしおかきたちゅうがっこう）は、北海道札幌市豊平区西岡3条8丁目にある市立中学校。

## 沿革
- 1987年4月1日 - 開校事務取扱の発令。
- 1988年3月26日 - 札幌市立羊丘中学校から分割し開校。開校式執行。

## 部活動
- 陸上部
- 野球部
- サッカー部
- 男子バスケットボール部
- 女子バスケットボール部
- 男子バレーボール部
- 吹奏楽部
- 美術部
- 科学部
- 女子ソフトテニス部 （2021年現在）

### ・中体連個人参加
・新体操
・水泳
・剣道
・柔道

## 最寄りのバス停
北海道中央バス　西岡3条8丁目
　（2021年現在）

## 主な出身者
- タカ - お笑い芸人（タカアンドトシ）
- トシ - お笑い芸人（タカアンドトシ）